# بلانش كرايغ
بلانش كرايغ (بالإنجليزية: Blanche Craig)‏ هي ممثلة أمريكية، ولدت في 6 يناير 1866، وتوفيت في 23 سبتمبر 1940.

## وصلات خارجية
- بلانش كرايغ على موقع IMDb (الإنجليزية)
- بلانش كرايغ على موقع ألو سيني (الفرنسية)
- بلانش كرايغ على موقع أول موفي (الإنجليزية)
- بلانش كرايغ على موقع قاعدة بيانات الأفلام السويدية (السويدية)
- بلانش كرايغ على موقع قاعدة بيانات الفيلم (الإنجليزية)